# بچه‌اژدهاماهیان نشیب
بچه‌اژدهاماهیان نشیب (نام علمی: Draconettidae) نام یک تیره از زیرراسته بچه‌اژدهاماهی‌واران است.